# Rodez
Rodez (in occitano Rodés) è un comune francese di 26 378 abitanti capoluogo del dipartimento dell'Aveyron nella regione dell'Occitania.

## Storia
Rodez è una città bimillenaria: la sua fondazione risalirebbe al V secolo a.C., quando una popolazione celtica dell'Europa centrale, i Ruteni, si stabilì a sud dell'Alvernia per fondare un oppidum caratteristico della civiltà gallica.
Sotto l'occupazione romana, l'oppidum prese il nome di Segodunum ("collina di segale") per via della sua edificazione in cima a una collina.  Il passato rutenico rimaneva una realtà talmente imprescindibile che durante il periodo contemporaneo alla seconda metà dell'Impero romano, la città fu battezzata Civitas Rutenorum, poi Ruteni e infine Rodez.
Mentre il Cristianesimo si diffondeva sulla scia dell'azione evangelizzatrice di sant'Amanzio, la città non fu risparmiata dalle invasioni barbariche che seguirono la caduta dell'Impero romano.

### Un ricco passato
In seguito Rodez fu occupata dai Visigoti, dai Franchi, dagli eserciti dei duchi di Aquitania e dei conti di Tolosa, oltre che dai Mori, che l'invasero nel 725 e rasero al suolo l'antica chiesa.
Più tardi sarà assediata dagli inglesi all'epoca della guerra dei Cent'Anni.
Ma la storia della città fu segnata per lungo tempo da un'intensa rivalità fra i conti di Rodez, che governavano il Borgo, e i vescovi di Rodez, che governavano la Città alta. Una cinta muraria delimitava i due settori: un esempio precoce di città divisa da un muro. Ogni comunità aveva un municipio, consoli e un'amministrazione propri; ognuna rivaleggiava in potenza e in splendore. Nel borgo, la celebre dinastia dei conti d'Armagnac e di Rodez finì con l'acquisire delle regalie: battere moneta alla torre Martelenque e portare la corona comitale. Questo portò all'inevitabile scontro con il re di Francia nel 1443. Il Delfino, il futuro Luigi XI, occupò Rodez e sottomise il Conte Jean IV. Più tardi suo figlio avrà l'idea sediziosa di cercare di tradire Luigi XI, ma sarà massacrato con la famiglia a Lectoure, durante la fuga.
All'inizio del XVI secolo, Rodez fu segnata dal vescovo François d'Estaing (originario di una delle più celebri famiglie del Rouergue), che portò a termine la costruzione della cattedrale di Notre-Dame de Rodez, con l'aggiunta del campanile, vero capolavoro dell'architettura, che culmina a 87 metri ed è sormontato dalla statua della Vergine. I lavori durarono quindici anni, dal 1510 al 1526, nonostante la peste stesse devastando la città.
La rivalità fra i due poteri è servita poco allo sviluppo della città. Malgrado le testimonianze come i numerosi capolavori gotici realizzati tra il XIII e il XVI secolo, in realtà Rodez non ha conosciuto lunghi periodi di prosperità.
Nel 1589, Enrico IV, conte di Rodez, lega il destino della Contea di Rodez alla Corona. La storia di Rodez segue quindi quella della Francia. Nel corso del XVII e XVIII secolo, Rodez diventa una florida città mercantile.
La Rivoluzione Francese toglie a Villefranche-de-Rouergue, antica rivale di Rodez, il ruolo di capitale amministrativa, a vantaggio di Rodez che diventa prefettura del nuovo dipartimento dell'Aveyron per via della sua posizione centrale. Il patrimonio religioso della città è deteriorato solo in parte.
Nel 1798 viene creata la Società centrale di Agricoltura dell'Aveyron.
Sotto la Restaurazione, l'Affare Fualdès è al centro della cronaca giudiziaria, dando luogo a processi ed esecuzioni capitali molto controversi. Rodez riceve in quell'occasione numerosi giornalisti che descrivono i costumi locali con uno stile molto soggettivo.
Nel XIX secolo la città conosce anche un rinnovamento culturale. Nel 1836, un gruppo di personalità e di notabili del tipartimento fonda, su iniziativa di Hippolyte de Barrau, la Società delle lettere, delle scienze e delle arti dell'Aveyron.

### La città oggi
Rodez conosce una modernizzazione molto lenta durante il XIX secolo. A poco a poco, però, si evolve affermando il suo ruolo di capoluogo dell'Aveyron.
Gli anni settanta segnano l'inizio di una vasta operazione di ristrutturazione del centro storico.
Negli anni novanta, la costruzione del viadotto di Bourran permette di creare un nuovo quartiere, favorendo lo stabilirsi di nuove aziende tecnologiche e l'installazione di sedi secondarie dell'Università di Tolosa.
Nel 2005 continua il miglioramento infrastrutturale dell'Aveyron (viadotto di Viaur lungo la strada per Tolosa, autostrada Parigi-Montpellier con il famoso viadotto di Millau) e lo sviluppo economico dell'agglomerazione rutenica.
Da poco Rodez figura come capitale "del nord del Midi-Pirenei e del sud del Massiccio Centrale e delle Cevennes": ne è prova la costruzione di un nuovo ospedale ultramoderno.

La città può essere suddivisa in grandi parti:
- il centro storico corrisponde al comune di Rodez (appena 25 000 abitanti), dove risiedono le amministrazioni e i negozi
- le zone industriali (Bel-Air, Cantarrane e Arsac)
- le periferie di villette (La Primaube, Olemps, Sébazac e soprattutto Onet-le-Château, case a perdita d'occhio)
- le zone commerciali (Eldorado, Géant Casino e Supers Utiles)
- le periferie "poco sensibili" (Ramadier e Sainte-Thérèse)
- i commerci di periferia (dove si recano in gran numero gli abitanti dei comuni rurali)

Rodez è in continua competizione con le città rivali di Millau e Albi.

### Simboli

Stemma della città

Victor Adolphe Malte-Brun, nell'opera la France illustrée (1882), riporta due blasoni diversi:
- di rosso, a tre bisanti d'oro («De gueules, à trois besants d'or»)
- di rosso, a tre ruote d'oro, due in capo e una in punta; al capo d'azzurro, caricato di tre gigli d'oro, e con il motto: Civitas Ruthena Dei fidelis et Regi semper («De gueules, à trois roues d'or, deux en chef et une en pointe; au chef d'azur, chargé de trois fleurs de lis d'or»)

Le ruote (rodas) sono armi parlanti per Rodez e assomigliano a dei bisanti, da cui deriva la confusione nella blasonatura. Il capo di Francia è stato concesso dal re Enrico IV nel 1596.

## Monumenti e luoghi d'interesse

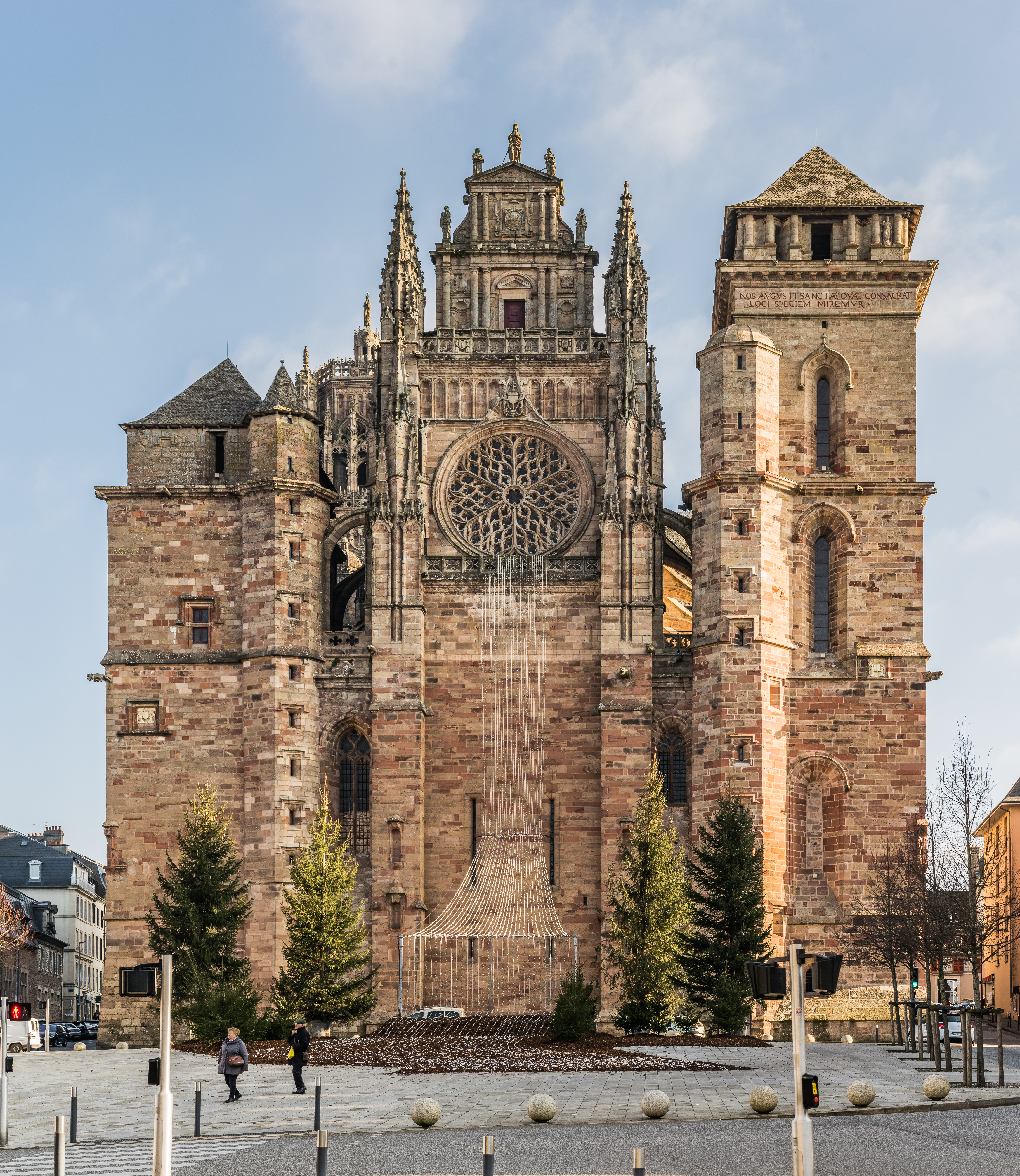
Facciata ovest della cattedrale di Rodez che domina la place d'Armes

- Cattedrale di Notre-Dame di Rodez: la cattedrale di Rodez è il principale edificio religioso del dipartimento. Bruciata, crollata, è stata costruita a fatica. Oggi resta una delle cattedrali meno conosciute di Francia.
- Musée Fenaille: il museo di storia e d'archeologia possiede una collezione unica di statue menhir del Rouergue. Le sue collezioni comprendono anche sculture di altre epoche: antichità, Medioevo, Rinascimento ed età contemporanea.
- Chiesa di Saint-Amans: edificata al XII secolo, fu interamente ricostruita dal 1758 al 1761 con i materiali recuperati dal vecchio edificio. L'esterno è di stile barocco ma l'interno ha conservato la purezza dello stile romanico. La cupola fu decorata al XVIII secolo da Salinier. Delle tappezzerie del VI secolo ornano il coro e rappresentano il miracolo di sant'Amanzio. È conservata una pietà del XV secolo, una statua della Trinità (XVI secolo) e una scatola reliquiaria in smalto di Limoges.
- Il Sacré Coeur (1890-1920), ispirato alla basilica di Conques.
- Le Haras National (ex priorato).
- Il palazzo vescovile, con le sue torri e le sue mura.
- Le Case Borghesi (centro storico)
- I viadotti ferroviari del XIX secolo

## Società

### Evoluzione demografica
Abitanti censiti

## Cultura

### Eventi
- In luglio si tiene un mercato medievale, al quale partecipano artigiani, attori, menestrelli e musici in costume. L'Estivada, festival dell'Occitania, fa rivivere l'Occitania per quattro giorni con numerosi spettacoli gratuiti.
- In maggio si svolge la consegna del premio Antonin-Artaud, scrittore e paziente illustre dell'antico ospedale psichiatrico di Rodez.
- In giugno, grande fiera.
- In autunno, salone del libro antico.

## Economia
Oggi Rodez costituisce il principale bacino d'impiego dell'Aveyron con settori in forte crescita come la sanità, la formazione, il commercio, l'agroalimentare (produzione di latte e formaggio, trasformazione della carne), la produzione di mobili in legno. Tuttavia, la globalizzazione e la tendenza alla delocalizzazione che ne consegue preoccupano le imprese di punta con sede a Rodez come la Drimmer, specializzata nell'illuminazione. O ancora Bosch, a Rodez dal 1971 con i suoi 2100 operai, il primo fornitore mondiale di iniettori diesel.

## Geografia antropica

### Cantoni
Fino al 2014 il territorio comunale della città era amministrativamente ripartito in tre cantoni
- Cantone di Rodez-Est
- Cantone di Rodez-Nord
- Cantone di Rodez-Ovest

A seguito della riforma approvata con decreto del 21 febbraio 2014, che ha avuto attuazione dopo le elezioni dipartimentali del 2015, il territorio comunale della città viene ripartito nei tre cantoni
- Cantone di Rodez-1: comprende parte della città di Rodez
- Cantone di Rodez-2: comprende parte della città di Rodez e il comune di Le Monastère
- Cantone di Rodez-Onet: comprende parte della città di Rodez e il comune di Onet-le-Château

## Amministrazione

### Gemellaggi
- Pigüé, città fondata dagli emigrati dell'Aveyron in Argentina
- Bamberga[4]